# Двојна алијанса 1879.
Двојна алијанса је била савез између Немачке и Аустроугарске склопљен 7. октобра 1879. године.
Силе потписнице обавезале су се да пруже једна другој помоћ у случају да неку од њих нападне Русија. Такође су се обавезале на неутралност ако неку од њих нападне нека друга сила (ово се односило пре свега на Француску, нарочито од потписивања Француско-руског савеза 1894. године).